# Heaven's on Fire
Heaven's on Fire è un brano dei Kiss, pubblicato il 13 settembre 1984 all'interno dell'album Animalize.

## Il brano
Composto dal chitarrista e cantante Paul Stanley assieme al paroliere Desmond Child, Heaven's on Fire è stato il primo singolo del gruppo estratto dall'album Animalize ed è stato pubblicato il 19 settembre 1984, sei giorni dopo l'uscita dell'album. Il brano, pur non riuscendo a raggiungere la top ten nelle classifiche nazionali, ebbe un buon successo a livello internazionale. Come lato B del singolo è presente il brano Lonely Is the Hunter, composto da Gene Simmons.
Esistono due video del brano: il primo è il videoclip ufficiale, diretto da David Lewis e prodotto da John Weaver, unico video in cui appare il chitarrista Mark St. John, il secondo è una registrazione live del brano all'interno del VHS Animalize: Kiss Live Uncensored (registrata alla Cobo Hall di Detroit l'8 dicembre 1984, inclusa anche nella compilation video Hear N' Aid realizzata a scopi di beneficenza dalla Mercury).

## Tracce
- Lato A: Heaven's on Fire
- Lato B: Lonely Is the Hunter

## Formazione
- Paul Stanley - chitarra ritmica, voce
- Gene Simmons - basso, voce
- Eric Carr - batteria, voce
- Mark St. John - chitarra solista

## Versione delle Star
Nel 1999 il girl group svedese Star ha realizzato una cover dance rock di Heaven's on Fire, pubblicata come terzo singolo estratto dal loro album di debutto Party.

### Tracce
CD singolo
1. Heaven's on Fire (Fresh Radio Edit) – 3:35
2. Heaven's on Fire (Extended Version) – 4:57

CD maxi
1. Heaven's on Fire (Fresh Radio Edit) – 3:35
2. Heaven's on Fire (Album Version) – 3:34
3. Heaven's on Fire (Barcode Brothers Fire Mix) – 5:56
4. Heaven's on Fire (Extended Version) – 4:57

### Classifiche
| Classifica (1999) | Posizione massima |
| ----------------- | ----------------- |
| Svezia            | 6                 |